# Göppenham (Rattenkirchen)
Göppenham ist ein Ortsteil in der Gemeinde Rattenkirchen im oberbayerischen Landkreis Mühldorf am Inn.

## Lage
Der Weiler Göppenham liegt an der Isen zwischen Schwindegg und Ampfing 650 Meter nordöstlich der Bahnstrecke München–Simbach und 2 Kilometer nordöstlich der Bundesautobahn A 94, von deren Ausfahrt 17 (Heldenstein) er auf einer 3 Kilometer langen Fahrt erreichbar ist. Die drei Gehöfte liegen entlang einer in Nord-Süd-Richtung verlaufenden 750 Meter langen Linie zwischen der Isen und der Eisenbahn, und nur die Kapelle liegt westlich des Kagenbachs.

## Denkmalgeschützte Gebäude
Die katholische Filialkirche oder Wasenkirche ⁹St. Nikolaus ist ein kleiner flachgedeckter Saalbau mit eingezogenem Chor aus der ersten Hälfte des 15. Jahrhunderts und einem Langhaus mit Dachreiter aus dem 17. Jahrhundert. Sie ist in die Liste der Baudenkmäler in Rattenkirchen eingetragen.  Die untertägigen spätmittelalterlichen und frühneuzeitlichen Befunde im Bereich der Kirche sind als Bodendenkmal in der Gemarkung Rattenkirchen geschützt.

## Bevölkerungsentwicklung
In Göppenham gab es 1861 elf Einwohner sowie drei Gebäude und eine Kirche. Die Bevölkerungszahl blieb über lange Zeit nahezu konstant. Im Mai 1987 gab es zwölf Einwohner in drei Wohngebäuden.
| Jahr      | 1861 | 1871 | 1925 | 1950 | 1970 | 1987 |
| Einwohner | 11   | 8    | 11   | 12   | 11   | 12   |